# Ubisoft Paris
Ubisoft Paris (ehemals Ubi Soft Paris SASU) ist ein französisches Entwicklerstudio für Videospiele mit Sitz in Montreuil. Das Unternehmen wurde im Jahr 1986 von Ubisoft gegründet und ist vor allem für die Spiele Tom Clancy’s Ghost Recon, Raving Rabbids und Just Dance bekannt.

## Spielleiste

### 1999–2008
| Jahr | Titel                                           | Plattformen | Plattformen | Plattformen | Plattformen | Plattformen | Plattformen | Plattformen | Plattformen | Plattformen | Plattformen | Plattformen |
| Jahr | Titel                                           | DC          | GC          | Mac         | PS          | PS2         | PS3         | PSP         | Wii         | Win         | Xbox        | X360        |
| ---- | ----------------------------------------------- | ----------- | ----------- | ----------- | ----------- | ----------- | ----------- | ----------- | ----------- | ----------- | ----------- | ----------- |
| 1999 | Monaco Grand Prix Racing Simulation 2           | nein        | nein        | nein        | ja          | nein        | nein        | nein        | nein        | nein        | nein        | nein        |
| 2000 | Disney's Dinosaur                               | ja          | nein        | nein        | nein        | nein        | nein        | nein        | nein        | ja          | nein        | nein        |
| 2000 | F1 Racing Championship                          | nein        | nein        | ja          | nein        | ja          | nein        | nein        | nein        | ja          | nein        | nein        |
| 2001 | Rayman 2: Revolution                            | nein        | nein        | nein        | nein        | ja          | nein        | nein        | nein        | nein        | nein        | nein        |
| 2001 | Planet of the Apes                              | nein        | nein        | nein        | ja          | nein        | nein        | nein        | nein        | ja          | nein        | nein        |
| 2002 | RS3: Racing Simulation 3                        | nein        | ja          | nein        | nein        | ja          | nein        | nein        | nein        | ja          | nein        | nein        |
| 2003 | XIII                                            | nein        | ja          | nein        | nein        | ja          | nein        | nein        | nein        | ja          | ja          | nein        |
| 2003 | Gold Games 7                                    | nein        | nein        | nein        | nein        | nein        | nein        | nein        | nein        | ja          | nein        | nein        |
| 2004 | Rayman 3: Hoodlum Havoc                         | nein        | nein        | ja          | nein        | nein        | nein        | nein        | nein        | nein        | nein        | nein        |
| 2004 | Tom Clancy's Ghost Recon: Jungle Storm          | nein        | nein        | nein        | nein        | ja          | nein        | nein        | nein        | nein        | nein        | nein        |
| 2004 | Family Fun Pack 2                               | nein        | nein        | ja          | nein        | nein        | nein        | nein        | nein        | nein        | nein        | nein        |
| 2004 | Tom Clancy's Ghost Recon 2                      | nein        | nein        | nein        | nein        | ja          | nein        | nein        | nein        | nein        | nein        | nein        |
| 2005 | Gold Games 8                                    | nein        | nein        | nein        | nein        | nein        | nein        | nein        | nein        | ja          | nein        | nein        |
| 2005 | 187 Ride or Die                                 | nein        | nein        | nein        | nein        | ja          | nein        | nein        | nein        | nein        | ja          | nein        |
| 2005 | Peter Jackson's King Kong                       | nein        | ja          | nein        | nein        | ja          | nein        | ja          | nein        | nein        | ja          | ja          |
| 2006 | Tom Clancy's Ghost Recon: Advanced Warfighter   | nein        | nein        | nein        | nein        | ja          | nein        | nein        | nein        | ja          | nein        | ja          |
| 2006 | Street Riders                                   | nein        | nein        | nein        | nein        | nein        | nein        | ja          | nein        | nein        | nein        | nein        |
| 2006 | Red Steel                                       | nein        | nein        | nein        | nein        | nein        | nein        | nein        | ja          | nein        | nein        | nein        |
| 2007 | Tom Clancy's Ghost Recon: Advanced Warfighter 2 | nein        | nein        | nein        | nein        | nein        | ja          | nein        | nein        | ja          | nein        | ja          |
| 2007 | Petz: Catz 2                                    | nein        | nein        | nein        | nein        | ja          | nein        | nein        | nein        | nein        | nein        | nein        |
| 2007 | Rayman Raving Rabbids 2                         | nein        | nein        | nein        | nein        | nein        | nein        | nein        | ja          | nein        | nein        | nein        |
| 2008 | Rayman Raving Rabbids: TV Party                 | nein        | nein        | nein        | nein        | nein        | nein        | nein        | ja          | nein        | nein        | nein        |

### Seit 2009
| Jahr | Titel                                    | Plattformen | Plattformen | Plattformen | Plattformen | Plattformen | Plattformen | Plattformen | Plattformen | Plattformen | Plattformen | Plattformen | Plattformen | Plattformen | Plattformen |
| Jahr | Titel                                    | 3DS         | And         | iOS         | OS X        | PS3         | PSVita      | PS4         | Wii         | Wii U       | Win         | X360        | Xone        | Switch      |             |
| ---- | ---------------------------------------- | ----------- | ----------- | ----------- | ----------- | ----------- | ----------- | ----------- | ----------- | ----------- | ----------- | ----------- | ----------- | ----------- | ----------- |
| 2009 | Tom Clancy’s EndWar                      | nein        | nein        | nein        | nein        | ja          | nein        | nein        | nein        | nein        | ja          | ja          | nein        | nein        |             |
| 2009 | Just Dance                               | nein        | nein        | nein        | nein        | nein        | nein        | nein        | ja          | nein        | nein        | nein        | nein        | nein        |             |
| 2010 | Raving Rabbids: Travel in Time           | ja          | nein        | nein        | nein        | nein        | nein        | nein        | ja          | nein        | nein        | nein        | nein        | nein        |             |
| 2010 | Red Steel 2                              | nein        | nein        | nein        | nein        | nein        | nein        | nein        | ja          | nein        | nein        | nein        | nein        | nein        |             |
| 2010 | Just Dance 2                             | nein        | nein        | nein        | nein        | nein        | nein        | nein        | nein        | ja          | nein        | nein        | nein        | nein        |             |
| 2010 | Michael Jackson: The Experience          | ja          | nein        | nein        | nein        | nein        | nein        | nein        | ja          | nein        | nein        | nein        | nein        | nein        |             |
| 2011 | Just Dance: Summer Party                 | nein        | nein        | nein        | nein        | nein        | nein        | nein        | ja          | nein        | nein        | nein        | nein        | nein        |             |
| 2011 | Just Dance 3                             | nein        | nein        | nein        | nein        | ja          | nein        | nein        | ja          | nein        | nein        | ja          | nein        | nein        |             |
| 2011 | Just Dance Wii                           | nein        | nein        | nein        | nein        | nein        | nein        | nein        | ja          | nein        | nein        | nein        | nein        | nein        |             |
| 2011 | The Black Eyed Peas Experience           | nein        | nein        | nein        | nein        | nein        | nein        | nein        | ja          | nein        | nein        | nein        | nein        | nein        |             |
| 2011 | ABBA: You Can Dance                      | nein        | nein        | nein        | nein        | nein        | nein        | nein        | ja          | nein        | nein        | nein        | nein        | nein        |             |
| 2011 | Rayman Origins                           | ja          | nein        | nein        | ja          | ja          | ja          | nein        | ja          | nein        | ja          | ja          | nein        | nein        |             |
| 2012 | Just Dance: Best Of                      | nein        | nein        | nein        | nein        | nein        | nein        | nein        | ja          | nein        | nein        | ja          | nein        | nein        |             |
| 2012 | Tom Clancy's Ghost Recon: Future Soldier | nein        | nein        | nein        | nein        | ja          | nein        | nein        | nein        | nein        | ja          | ja          | nein        | nein        |             |
| 2012 | Just Dance 4                             | nein        | nein        | nein        | nein        | ja          | nein        | nein        | ja          | ja          | nein        | ja          | nein        | nein        |             |
| 2012 | Rabbids Land                             | nein        | nein        | nein        | nein        | nein        | nein        | nein        | nein        | ja          | nein        | nein        | nein        | nein        |             |
| 2013 | Just Dance 2014                          | nein        | nein        | nein        | nein        | ja          | nein        | ja          | ja          | ja          | nein        | ja          | ja          | nein        |             |
| 2013 | Assassin's Creed: Pirates                | nein        | ja          | ja          | nein        | nein        | nein        | nein        | nein        | nein        | nein        | nein        | nein        | nein        |             |
| 2014 | Watch Dogs                               | nein        | nein        | nein        | nein        | ja          | nein        | ja          | nein        | nein        | ja          | ja          | ja          | nein        |             |
| 2014 | Just Dance Now                           | nein        | ja          | ja          | nein        | nein        | nein        | nein        | nein        | nein        | nein        | nein        | nein        | nein        |             |
| 2014 | Just Dance 2015                          | nein        | nein        | nein        | nein        | ja          | nein        | ja          | ja          | ja          | nein        | ja          | ja          | nein        |             |
| 2015 | Just Dance 2016                          | nein        | nein        | nein        | nein        | ja          | nein        | ja          | ja          | ja          | nein        | ja          | ja          | nein        |             |
| 2016 | Just Dance 2017                          | nein        | nein        | nein        | nein        | ja          | nein        | ja          | ja          | ja          | ja          | ja          | ja          | ja          |             |
| 2017 | Tom Clancy’s Ghost Recon Wildlands       | nein        | nein        | nein        | nein        | nein        | nein        | ja          | nein        | nein        | ja          | nein        | ja          | nein        |             |
| 2017 | Just Dance 2018                          | nein        | nein        | nein        | nein        | ja          | nein        | ja          | ja          | ja          | nein        | ja          | ja          | ja          |             |
| 2018 | Just Dance 2019                          | nein        | nein        | nein        | nein        | nein        | nein        | ja          | ja          | ja          | nein        | ja          | ja          | ja          |             |
| 2019 | Tom Clancy’s Ghost Recon Breakpoint      | nein        | nein        | nein        | nein        | nein        | nein        | ja          | nein        | nein        | ja          | nein        | ja          | nein        |             |